# Вассерліш
Вассерліш (нім. Wasserliesch) — громада в Німеччині, розташована в землі Рейнланд-Пфальц. Входить до складу району Трір-Саарбург. Складова частина об'єднання громад Конц.
Площа — 7,59 км2. Населення становить 2233 ос. (станом на 31 грудня 2020).